# Podhora (Polná)

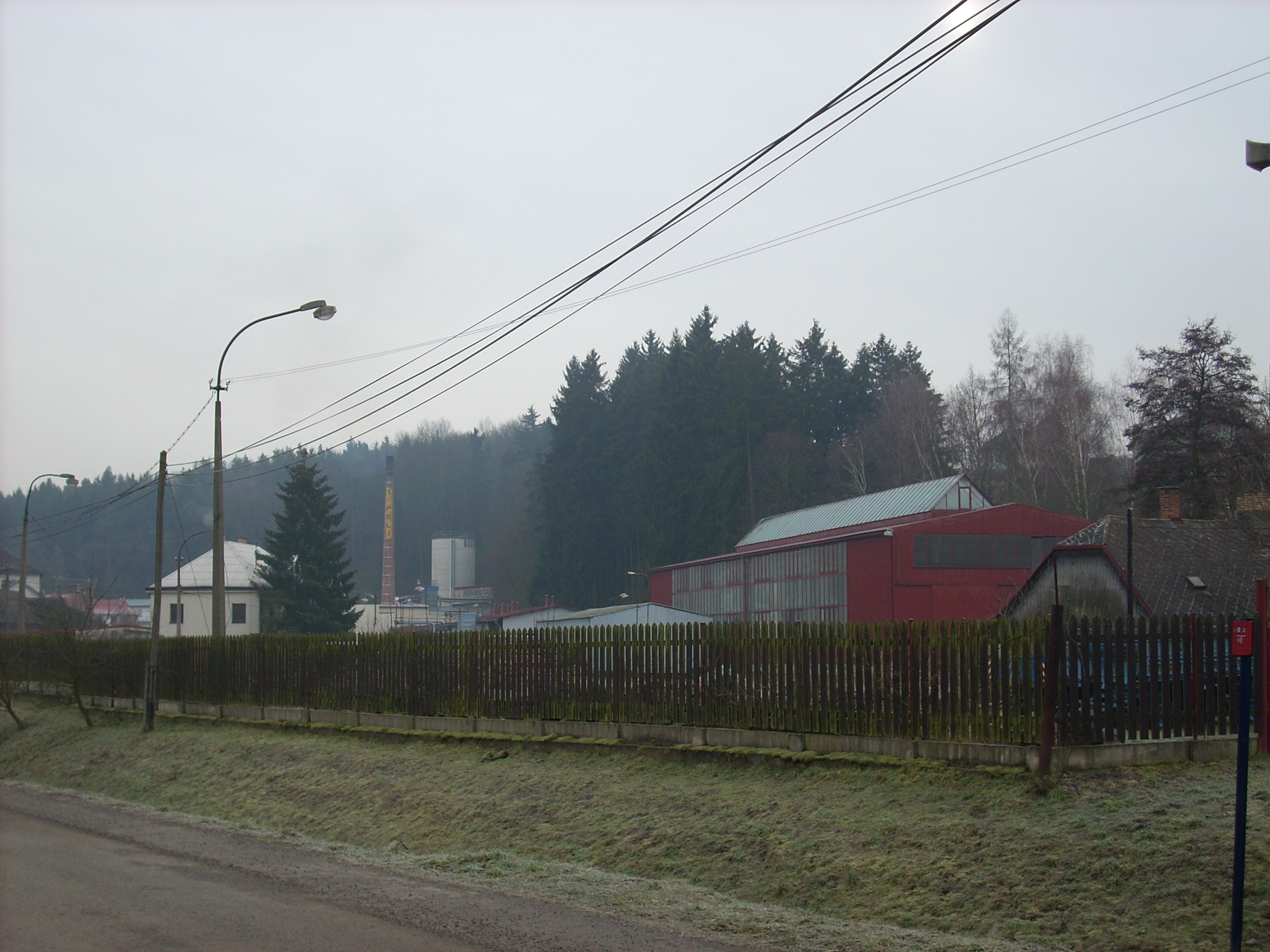
Areál firmy Sapeli, dříve Podhorský mlýn

Podhora je základní sídelní jednotka města Polná v okrese Jihlava. Má výměru 105 ha.

## Obyvatelstvo
V roce 1991 zde žilo 1698 obyvatel, roku 2001 1681 a o deset let později 1675.

## Poloha
Západní hranici tvoří rybník Peklo, od severu Podhoru odděluje Ochozský potok, pak hranici tvoří ulice Indusova a od křižovatky ulice Palackého. Za hranicemi města směrem k Záborné u supermarketu COOP míří k jihu, tady hraničí se ZSJ V rovinách. Lemuje Podhorský rybník a Podhorský mlýn, zpět k západu se stáčí u Celenského kopce na ulici Jugmannova. Následně pokračuje Alejí Svobody k jihu ulicí Žejdlicova. Nejjižnější cíp tvoří sportovní areál U Březiny, dál na západ lemuje břeh Zhořského potoka.